# 太和村天主教堂
太和村天主教堂，位于山西省晋城市陵川县杨村镇太和村，建于 1890年。已列为山西省文物保护单位。

## 保护
2020年7月，太和若亚教堂公布为第二批陵川县文物保护单位，编号2-9。
2021年8月4日，太和村天主教堂公布为第六批山西省文物保护单位，古建筑类，编号6-355。